# Believe (Lucie Jones)
Believe l'EP di debutto della cantante gallese Lucie Jones, pubblicato il 15 ottobre 2015 su etichetta discografica Jones Entertainment.

## Tracce
1. Unchained Melody – 4:25
2. No One but You – 4:54
3. The Wizard and I – 4:38
4. Bring Him Home – 4:04